# Scaphinotus kelloggi
Scaphinotus kelloggi är en skalbaggsart som beskrevs av Dury. Scaphinotus kelloggi ingår i släktet Scaphinotus och familjen jordlöpare. Inga underarter finns listade i Catalogue of Life.